# Необични сако
„Необични сако” је југословенски ТВ филм из 1984. године. Режирао га је Ведран Михлетић који је написао и сценарио.

## Улоге
| Глумац              | Улога |
| ------------------- | ----- |
| Ивица Видовић       |       |
| Љубица Јовић        |       |
| Марија Алексић      |       |
| Зденка Анушић       |       |
| Сабрија Бисер       |       |
| Љиљана Благојевић   |       |
| Младен Црнобрња     |       |
| Тошо Јелић          |       |
| Стево Крњајић       |       |
| Владимир Крстуловић |       |
| Свен Ласта          |       |
| Борис Михољевић     |       |
| Божидар Смиљанић    |       |
| Жељко Вукмирица     |       |